# Bujaleuf
Bujaleuf település Franciaországban, Haute-Vienne megyében. Lakosainak száma 873 fő (2022. január 1.). Bujaleuf Cheissoux, Augne, Champnétery, Eymoutiers, Masléon, Neuvic-Entier, Saint-Denis-des-Murs és Saint-Julien-le-Petit községekkel határos.

## Népesség
A település népességének változása:
| Lakosok száma | 859  | 846  | 849  | 833  | 821  | 814  | 833  | 853  | 873  |
|               | 2013 | 2015 | 2016 | 2017 | 2018 | 2019 | 2020 | 2021 | 2022 |